# Fernando dos Santos Costa
Fernando dos Santos Costa (19 de diciembre de 1899 - 15 de octubre de 1982) fue un oficial del ejército portugués que asumió un papel clave como enlace entre António de Oliveira Salazar y los sectores militares más conservadores que apoyaron al Estado Novo. 

## Biografía
Ejerció las funciones de subsecretario de Estado de Guerra y después de Ministro de Guerra (entre 1944 y 1958), permaneciendo 22 años en el gobierno y convirtiéndose como uno de los colaboradores más estrechos de António de Oliveira Salazar y uno de los ministros más longevos de sus gobiernos. 
Principal autor de la reestruturación de las Fuerzas Armadas Portuguesas dentro del Estado Novo y subordinadas al poder político, Santos Costa participó al lado de Salazar, de modo decisivo, en la elaboración de la política de defensa de Portugal desde la guerra civil española hasta el inicio de la Guerra Fría, incluyendo el periodo de la Segunda Guerra Mundial. En esas funciones desempeñó un papel relevante, en particular en las relaciones con los Aliados y en la entrada de Portugal en la OTAN.